# Svéd vasúttársaságok listája

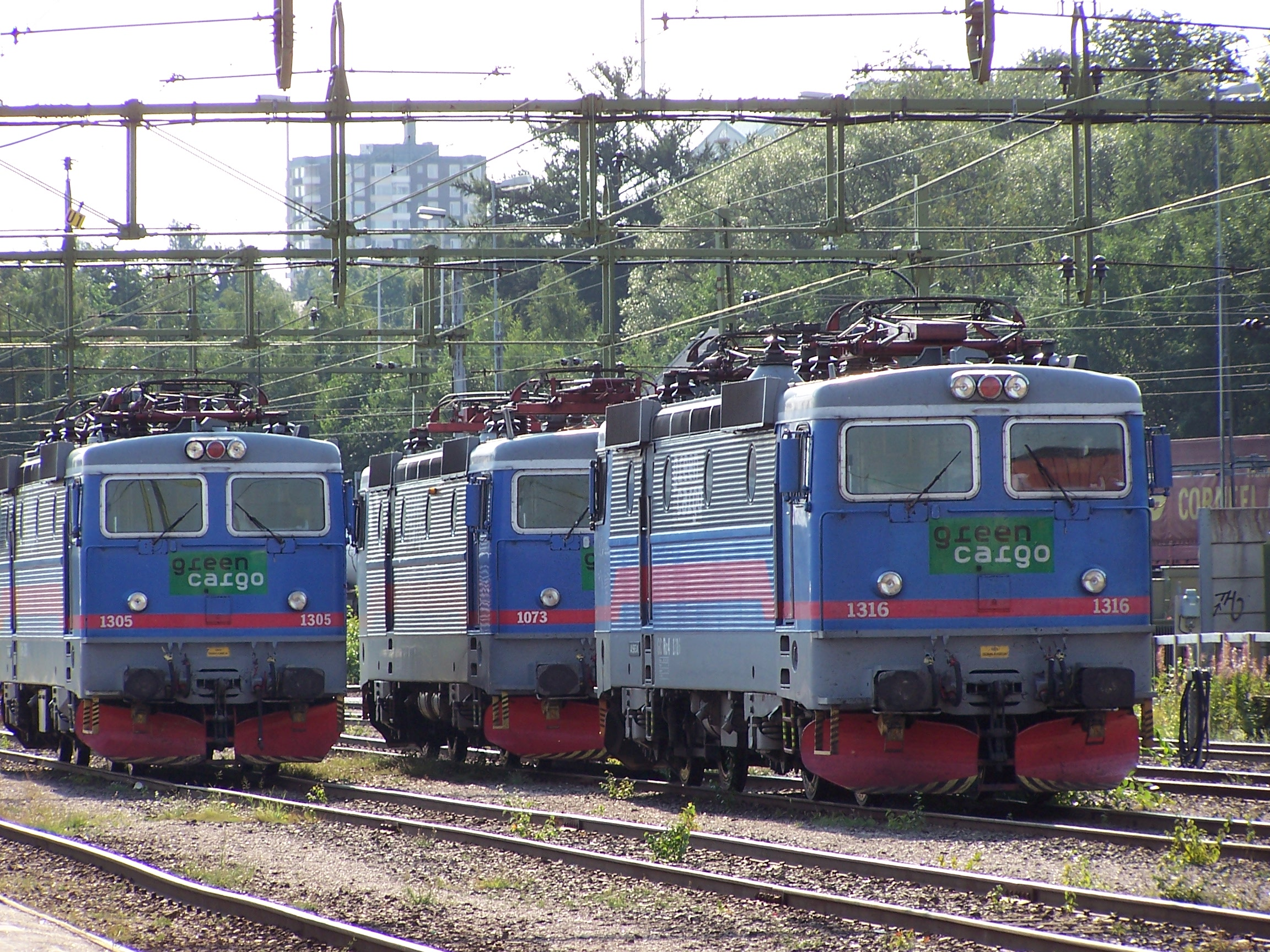
Green Cargo villamos mozdonyok

Ez a lista Svédország vasúttársaságainak nevét tartalmazza.

## Üzemeltetők
- SJ AB - Statens Järnvägar
- AEX - Arlanda Express (A-Train AB)
- BTN - Bantåg Nordic
- BV - Banverket
- EM - EuroMaint AB
- GC - Green Cargo AB
- HR - Hector Rail AB
- IBAB - Inlandsbanan AB
- Krösatågen
- MC - Midcargo AB
- MLJ - Malmö-Limhamns Järnväg
- MTAB - Malmtrafik i Kiruna AB
- Pågatåget - Skånetrafiken
- SL - Storstockholms Lokaltrafiks - Tåg
- SKJ - Skövde-Karlsborg Järnväg AB
- SMA - Stena Metall Återvinning
- TÅGAB - Tågakeriet i Bergslagen
- TF - Tågfrakt AB
- TGOJ - Trafik Grängesberg-Oxelösund Järnvägar
- TiB - Tåg i Bergslagen
- TKAB - Svenska Tågkompagniet AB
- TXL - TX Logistik
- UppTåget - Upplands Läns Trafik AB
- VT - Västtrafik
- VTAB - Värmlandstrafik AB
- VTS - Veolia Transport Sverige
- X-Trafik - Gävleborgs Läns Trafik AB